# Civilization: Call to Power
Civilization: Call to Power (рус. Цивилизация: Воззвание к силе) — компьютерная игра в жанре пошаговая стратегия, разработанная и выпущенная в продажу компанией Activision в 1999 году. Игра является последователем игры Sid Meier's Civilization. После выпуска игра была портирована на Linux компанией Loki Software.

## Игровой процесс
В целом игра является «духовным наследником» Civilization II, значительно расширившим игровой процесс различными механиками и нововведениями. Как и в играх серии Civilization, игрок берёт на себя управление отдельным взятой нацией с целью привести её процветанию и величию. Однако при этом, помимо традиционных эпох (древние времена, Эпоха Возрождения, Новое время) в игре присутствуют эпохи, относящиеся к далёкому будущему — Генетический век и Алмазный век. Технологии будущего также позволяют колонизировать не только сушу, но мировые океаны и околоземное пространство.
Как и Civilization II, Call to Power использует изометрический ракурс, хотя каждый «квадрат» на самом деле является двумя: орбитальный «сверху» и земной «внизу». Игрок может переключаться между космическим и земным видом. Все наземные и водные единицы являются только земными, хотя большинство наземных могут быть запущены в космос в грузовых капсулах через рельсотроны или на космических самолётах.
Космические истребители и космические самолёты могут входить в атмосферу. Хотя наземные отряды могут выживать в космическом пространстве, они не могут самостоятельно запускаться на орбиту. Также есть единицы, существующие только в космосе, например, звёздный крейсер и космический бомбардировщик. Клетки вокруг космических колоний не производит никаких ресурсов, но в них можно строить гидропонные капсулы и цеха для поддержания экономики.
Водные «квадраты» также разделены на несколько типов. Изобретение подводных лодок показывает игроку океанское дно. После изучения технологий постройки морских колоний появляется возможность строить подводные туннели для сообщения с сушей.
Ещё одной новой механикой стало загрязнение, появляющееся после Промышленной революции. Города, создающие большое количество загрязнения, делают «квадраты» вокруг них «мёртвыми». Если за загрязнением не следить, то это приведёт к катастрофическому глобальному потеплению. Уровень океана будет постепенно подниматься, затопляя равнины и уничтожая прибрежные города. Потепление также уничтожает озоновый слой, превращая при этом крупные участки земли в «мёртвые». Космические запуски и ядерные взрывы также увеличивают уровень загрязнения.
Большое внимание уделено небоевым отрядам, например в игре появились работорговцы, способные обращать в рабство население других наций, и аболиционисты, освобождающие рабов и способные вызывать восстания среди них.
Победа в игре может достигнута либо военным (захват всех городов противостоящих цивилизаций) или научным путём. Научная победа достигается не постройкой звездолёта, а разработкой Проекта Инопланетной Жизни. Для этого одна из наций должна создать чудо «Детектор Червоточин», который раскрывает для всех, что на орбите Земли находится конец червоточины. После того, как одна из наций пошлет в неё автоматический зонд, она может начать создание лаборатории для проекта. Для успешного окончания проекта необходимо разработать серию устройств для этой лаборатории.
В случае, если ни одна из цивилизаций не достигнет военной или научной победы, игра закончится в 3000 году. В этом случае победитель будет определён по очкам.

## Разработка
После выхода Civilization II у MicroProse начались трудные времена — в результате сокращений студию покинули многие разработчики, стоявшие у истоков серии, включая Сида Мейера, Джеффа Бриггса и Брайана Рейнолдса. Впоследствии они откроют Firaxis Games, которая займётся разработкой Civilization III, но на 1997 год будущее игровой серии было туманным. Ситуацией воспользовалась Activision, начав разработку «идейного продолжения» — Civilization: Call to Power. Дабы избежать возможного судебного иска от MicroProse за использования «Civilization» в названии, Activision договаривается с Avalon Hill, выпускавшей настольную игру Civilization на территории США. Таким образом, формально игра имела в качестве основы сеттинг настольной игры. Следующим шагом стал судебный иск в адрес MicroProse, обвиняемой в нарушении авторских прав на использование имени Civilization. MicroProse удалось защититься от этого иска благодаря покупке настоящего владельца прав на настольную игру — небольшой компании Hartland Trefoil. Последовал ответный иск в нарушении авторских прав, ответчиками которого стали уже Activision и Avalon Hill. Согласно мировому соглашению, Avalon Hill должна была выплатить компенсацию, MicroProse признавалась владельцем прав на торговую марку Civilization, а Activision покупала право на разработку и издательство Civilization: Call to Power, при условии, что возможные продолжения уже не будут содержать в названии «Civilization». Позднее и MicroProse, и Avalon Hill были приобретены Hasbro, благодаря чему компании удалось консолидировать все права на серию Civilization. Следующей игрой в серии от Activision стала Call to Power II.

## Оценки
| Сводный рейтинг       | Сводный рейтинг |
| Агрегатор             | Оценка          |
| --------------------- | --------------- |
| GameRankings          | 70,57 %         |
| Русскоязычные издания |                 |
| Издание               | Оценка          |
| «Игромания»           | 9,5/10          |